# Aeolochroma intima
Aeolochroma intima là một loài bướm đêm trong họ Geometridae.